# Корчок, Иван
Иван Корчок (род. 4 апреля 1964, Банска-Бистрица) — словацкий дипломат и государственный деятель. Член партии «Свобода и солидарность» (SaS). Министр иностранных и европейских дел Словакии с 2020 по 2022 год.

## Биография
Родился 4 апреля 1964 года в городе Банска-Быстрица.
Образование: Институт международных отношений Университета Коменского, Братислава — аспирантура международных отношений, Братислава; Экономический университет — коммерческий факультет, Братислава; Gymnázium Bilíkova, Братислава; Начальная школа, Банска-Бистрица.
В 2018—2020 годах — Чрезвычайный и Полномочный Посол Словацкой Республики в Вашингтоне.
8 апреля 2020 года получил портфель министра иностранных и европейских дел Словакии в правительстве Игора Матовича. Подал в отставку 24 марта 2021 года на фоне правительственного кризиса из-за закупок российской вакцины «Спутник V». 1 апреля получил портфель министра иностранных и европейских дел Словакии в правительстве Эдуарда Хегера.
2016 «Ministre délégué» — делегировано Правительством Словацкой Республики представлять Словацкую Республику во время председательства Словакии в Совете ЕС по отношению к институтам ЕС.
2015—2016 Полномочный представитель Правительства Словацкой Республики при председательстве в Совете Европейского Союза.
2015—2018 Статс-секретарь Министерства иностранных и европейских дел Словацкой Республики.
2009—2015 Посол, Постоянный представитель Словацкой Республики, Брюссель.
2005—2009 Чрезвычайный и Полномочный Посол Словацкой Республики в Германии, Берлин.
2003—2004 Член Конвенции о будущем Европейского Союза.
2002—2003 Глава словацкой делегации по переговорам о вступлении в НАТО.
2002—2005 Статс-секретарь Министерства иностранных дел Словацкой Республики.
2001—2002 Генеральный директор, Главное управление международных организаций и политики безопасности, Министерство иностранных дел Словацкой Республики
1999—2001 Миссия Словацкой Республики при НАТО, Брюссель, заместитель главы миссии.
1998—1999 Посольство Словацкой Республики в Швейцарии, Берн, первый секретарь, Временный поверенный в делах, и другие функции.
1997—1998 Исполняющий обязанности начальника Департамента анализа и планирования Министерства иностранных дел Словацкой Республики.
1996—1997 гг. — пресс-секретарь Министерства иностранных дел Словацкой Республики.
1993—1996 Посольство Словацкой Республики в Германии, Бонн, 2-й секретарь.
1992 Министерство иностранных дел Словацкой Республики, Главное политическое управление, Управление Федеративной Республики Германии.
Лауреат чешско-словацкой трансатлантической премии 2018 года.

## Личная жизнь
Женат, жена Соля, сыновья Виктор и Марек.